# جيليان كيث
جيليان كيث هي مغنية أوبرا ومغنية كندية، ولدت في 3 أبريل 1972.

## وصلات خارجية
- جيليان كيث على موقع ميوزك برينز (الإنجليزية)
- جيليان كيث على موقع أول ميوزيك (الإنجليزية)
- جيليان كيث على موقع ديسكوغز (الإنجليزية)